# Варшавский трамвай

Карта системы трамваев Варшаве (анимированные строительство линии строительства карте)

Карта трамвайной сети в Варшаве до 1945 года (интерактивная версия)

Варшавский трамвай — трамвайная сеть в Варшаве, состоящая из 254 км путей, 470 км маршрутов, 876 трамвайных вагонов и 26 линий. Система была открыта 11 декабря 1866 года.

## История линий
История варшавского трамвая начинается с 11 декабря 1866 года, вместе с открытием конки. Конная железная дорога связала конечные станции Петербурго-Варшавской и Варшаво-Венской железных дорог, которые имели различную ширину колеи и находились в Варшаве на разных берегах Вислы. Также имелось ответвление к причалу на правом берегу Вислы. Ширина колеи построенной конки была 1524 мм, длина линии — 6,9 км, наибольший продольный уклон — 36,4 ‰, минимальный радиус кривых — 37 м.
В 1903 г. введено в эксплуатацию трамвайное депо «Воля» на Млынарской ул. 24 июля 1919 года городской администрацией создано предприятие «Городские Трамваи столичного города Варшавы» (пол. Tramwaje Miejskie m. st. Warszawy). 31 декабря 1921 введен в эксплуатацию первый ночной маршрут: пл. Спасителя (пол. pl. Zbawiciela) — Teatralny pl. В марте 1925 открыто депо «Прага» на Кавенчинской ул. (пол. Kawęczyńska ul.).
В период с сентября до 18 октября 1939 года трамваи не ходили из-за начала войны. 1 июля 1941 года оккупантами было создано Городское транспортное предприятие Варшавы (нем. Städtische Verkehrsbetriebe Warschau), которое занялось эксплуатацией трамвайных сетей города. С 1 августа 1944 года трамвай в городе фактически перестал функционировать.
20 июня 1945 года был введен в эксплуатацию первый послевоенный трамвайный маршрут № 1, который соединил улицу Кавенчиньска с улицей Вятрачна, несколько недель спустя первые трамваи поехали по Левобережной Варшаве. С 1945 года началось изменение ширины колеи трамвайных путей Варшаве с 1525 мм на 1435, тогда же начало работать депо «Жолибож». 18 мая 1948 года ликвидировано депо «Раковец». С 10 сентября 1955 года работает депо «Мокотув», тогда же было ликвидировано депо «Пулавска», а с 30 июня 1963 года работает депо «Пулноц», тогда же ликвидировано депо «Жолибож». 11 сентября 1973 года была ликвидирована трамвайная линия к Виланову (Говорка — Спацерова — Гагарина — Черняковска). До 1989 года в городе сохранилось лишь 28 линий.
1 августа 1992 года была открыта линия кладбище Вольское — Гурчевская ул., которая строилась 13 лет. 31 августа 1997 года открыта линия трамвая на Новое Бемово. 21 декабря 2005 года впервые поехали трамваи по улицам Силезских повстанцев и Реймонта (специальная линия «P»), а с 2 января 2006 года по этим улицам курсируют обычные маршруты.
С 16 июня 2007 в связи с началом капитального ремонта полотна изменилась организация трамвайного движения в районе моста Понятовского и Иерусалимской аллеи. Трудности, связанные с этим, продолжались до 1 октября 2007.
26 марта 2008 электрические трамваи отпраздновали столетие своего существования.

## Подвижной состав
- Konstal 105Na, 123N — (517)*;
- Konstal 112N, 116N — (30)*;
- PESA 120N — (15)*;
- PESA 120Na — (186)*;
- PESA 128N — (45)*;
- PESA 134N — (30)*.

*количество вагонов модели, которые использовались на 2016 г.

## Эксплуатант
Управление трамвайным хозяйством города осуществляет ТОО «Трамваи Варшавские» («Tramwaje Warszawskie» Sp. Z OO). С 1 марта 1994 года была преобразована в бюджетную компанию. С 1 января 2003 года является коммерческой компанией, владельцем которой является государство. 6 августа 2008 года, компания подписала с Транспортным управлением города долгосрочное соглашение на предоставлению транспортных услуг в период с 2008—2027 годы.

## Галерея

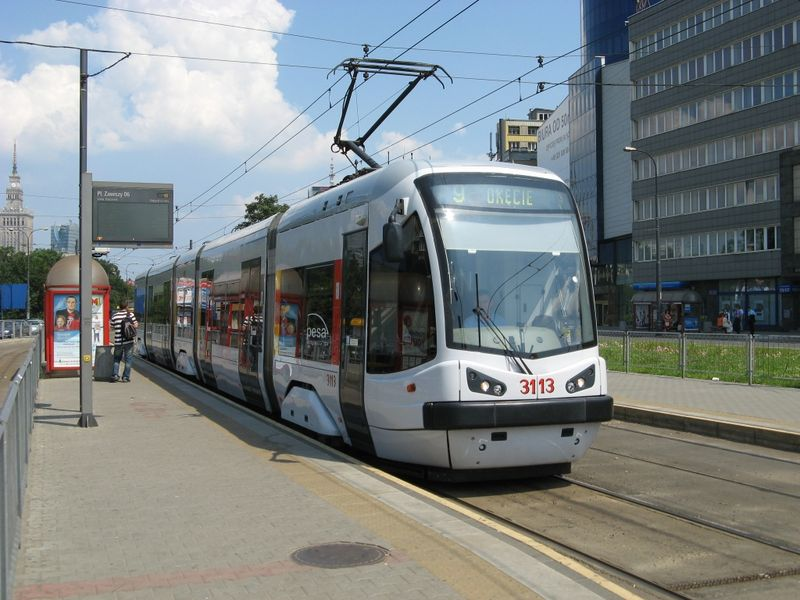
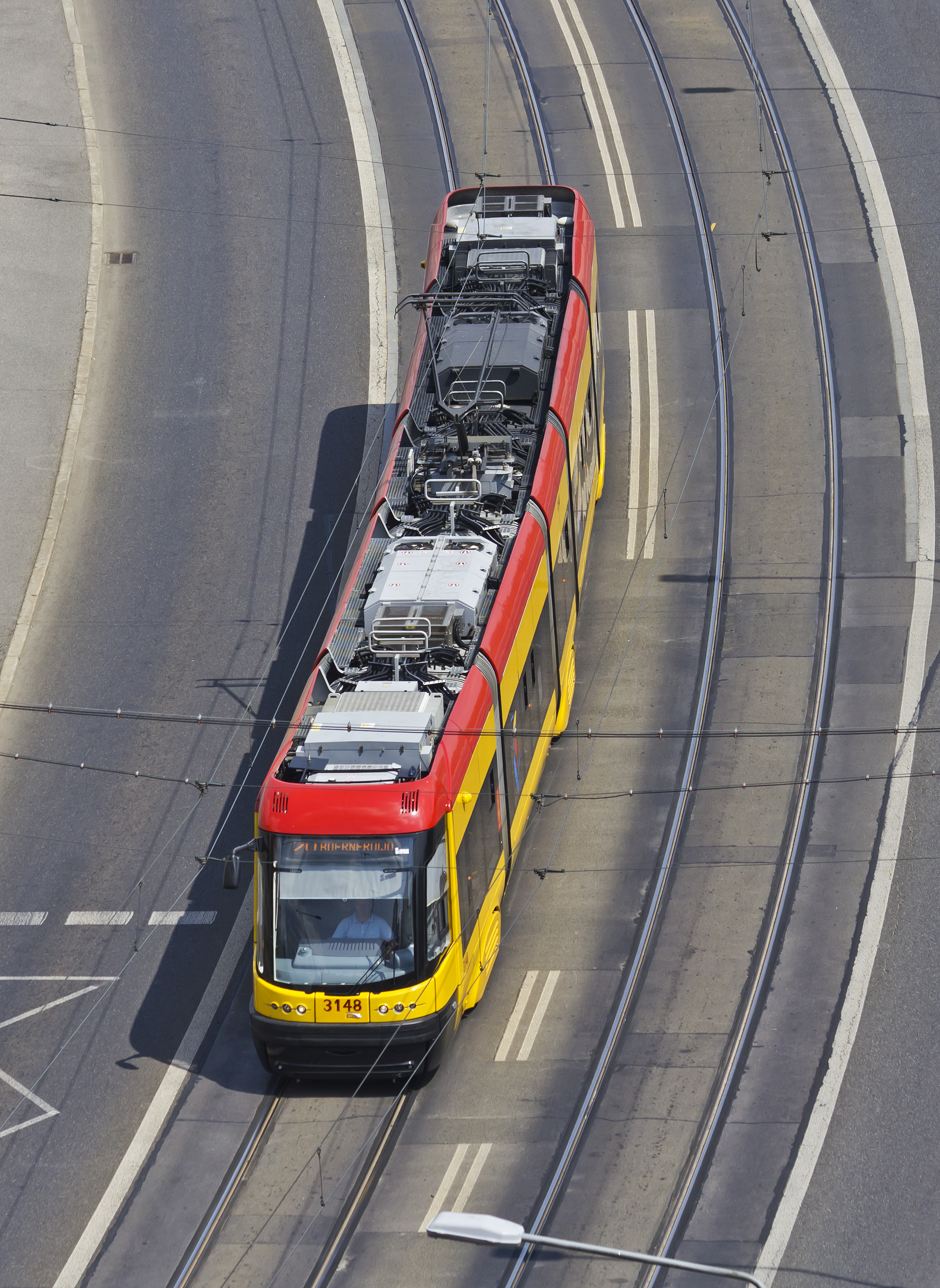
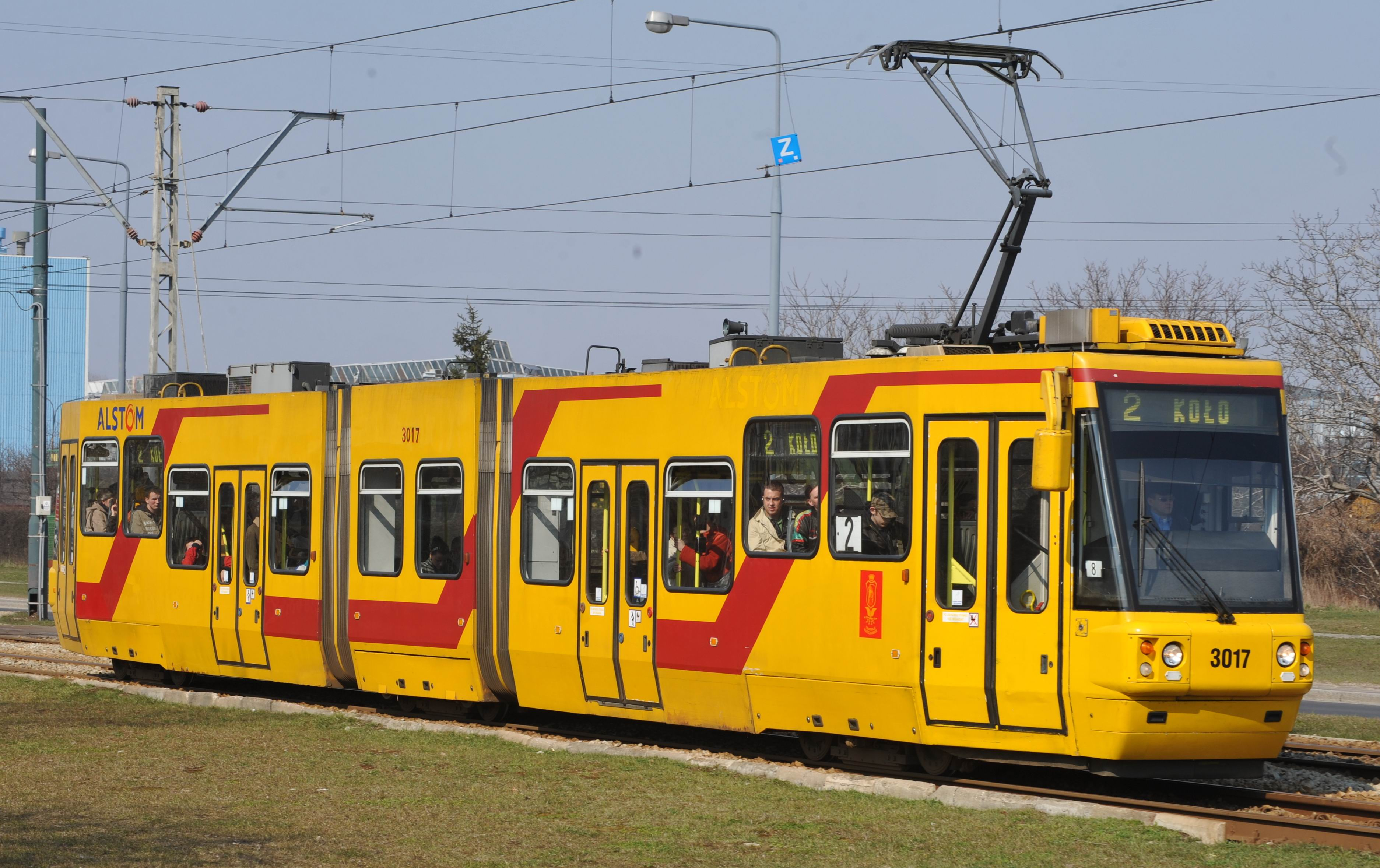
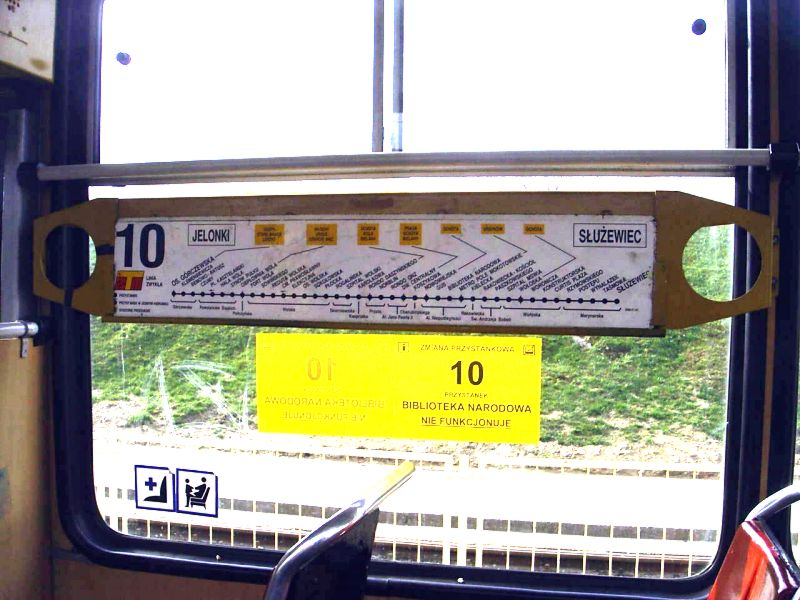
Маршрут №10
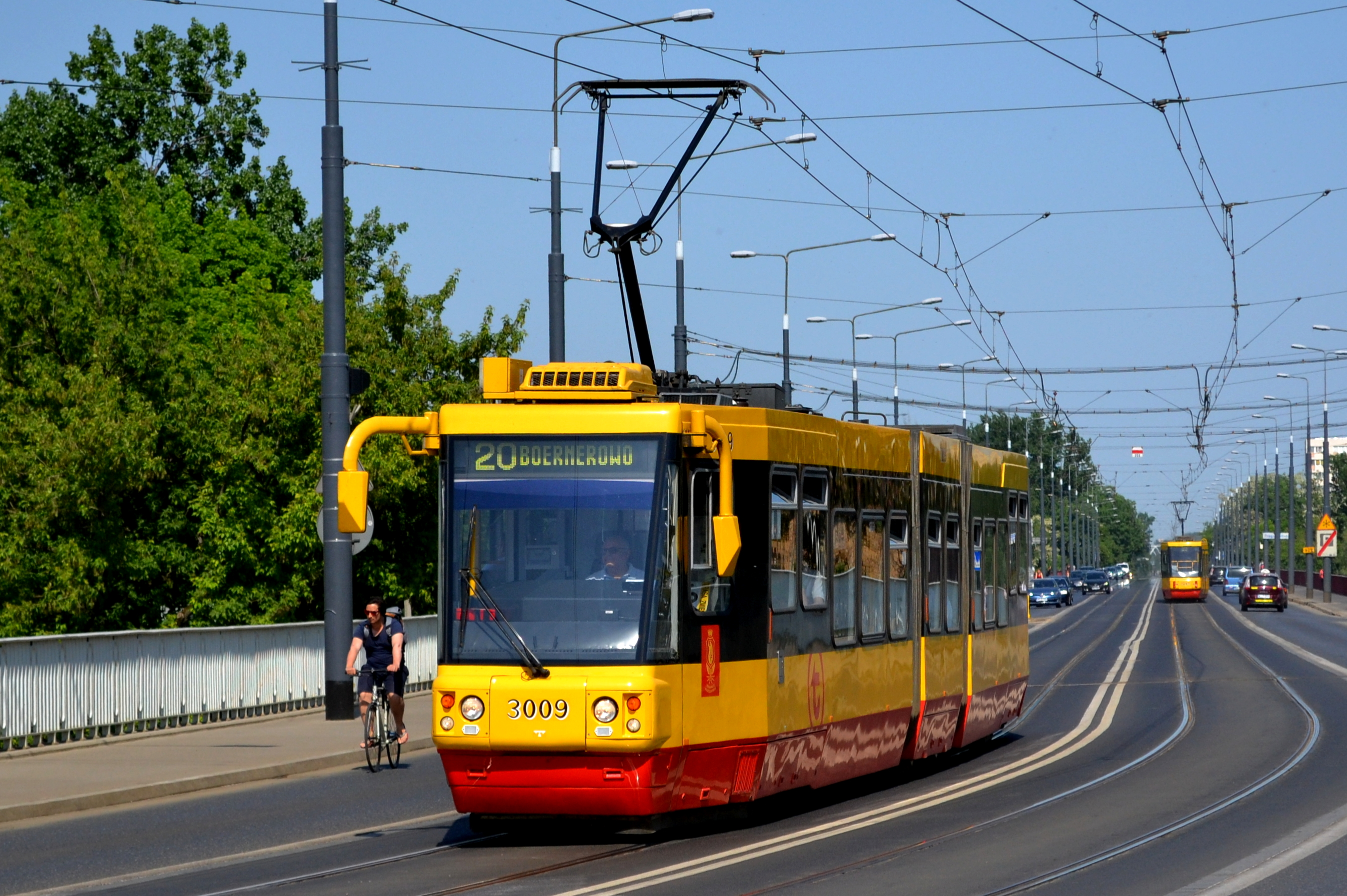
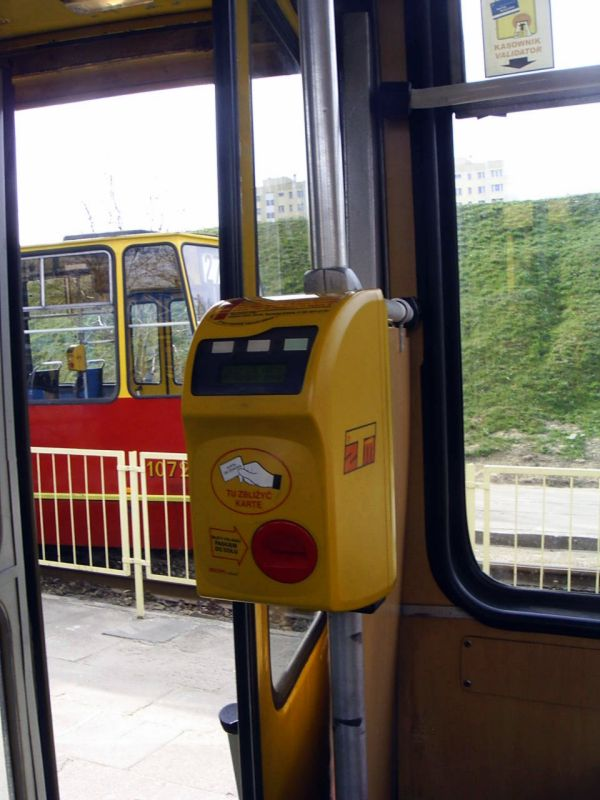
Компостер
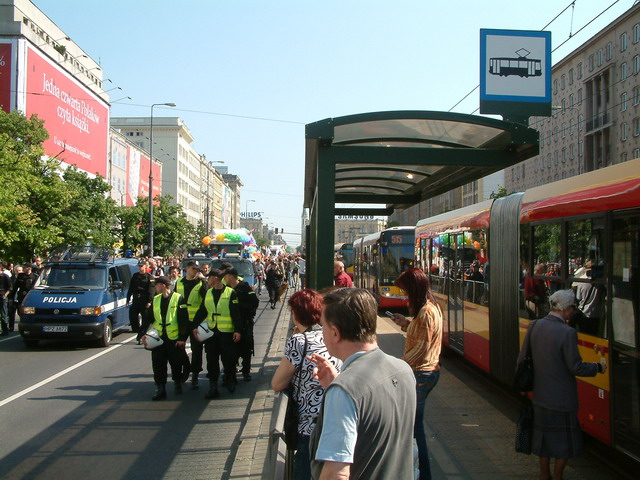
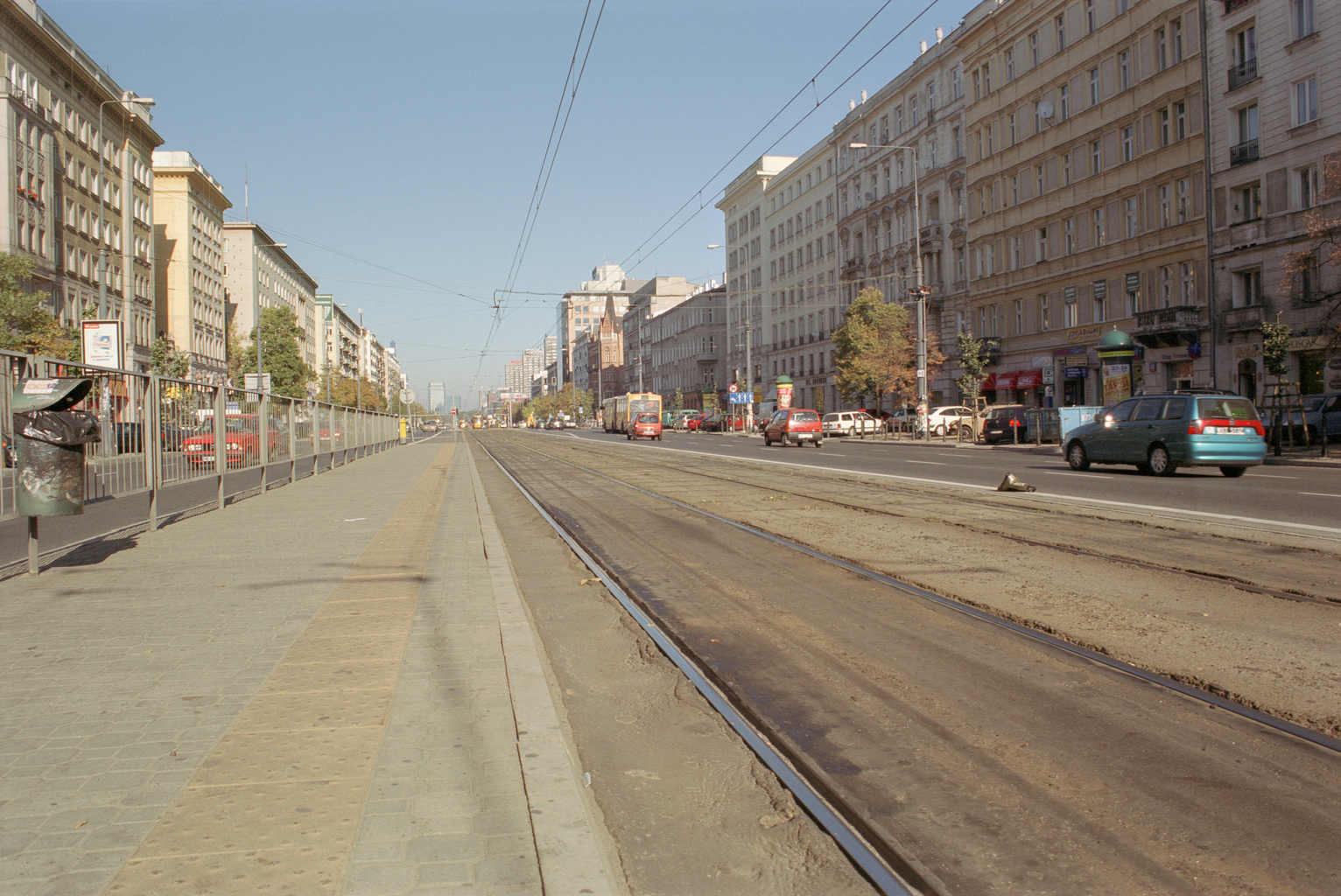
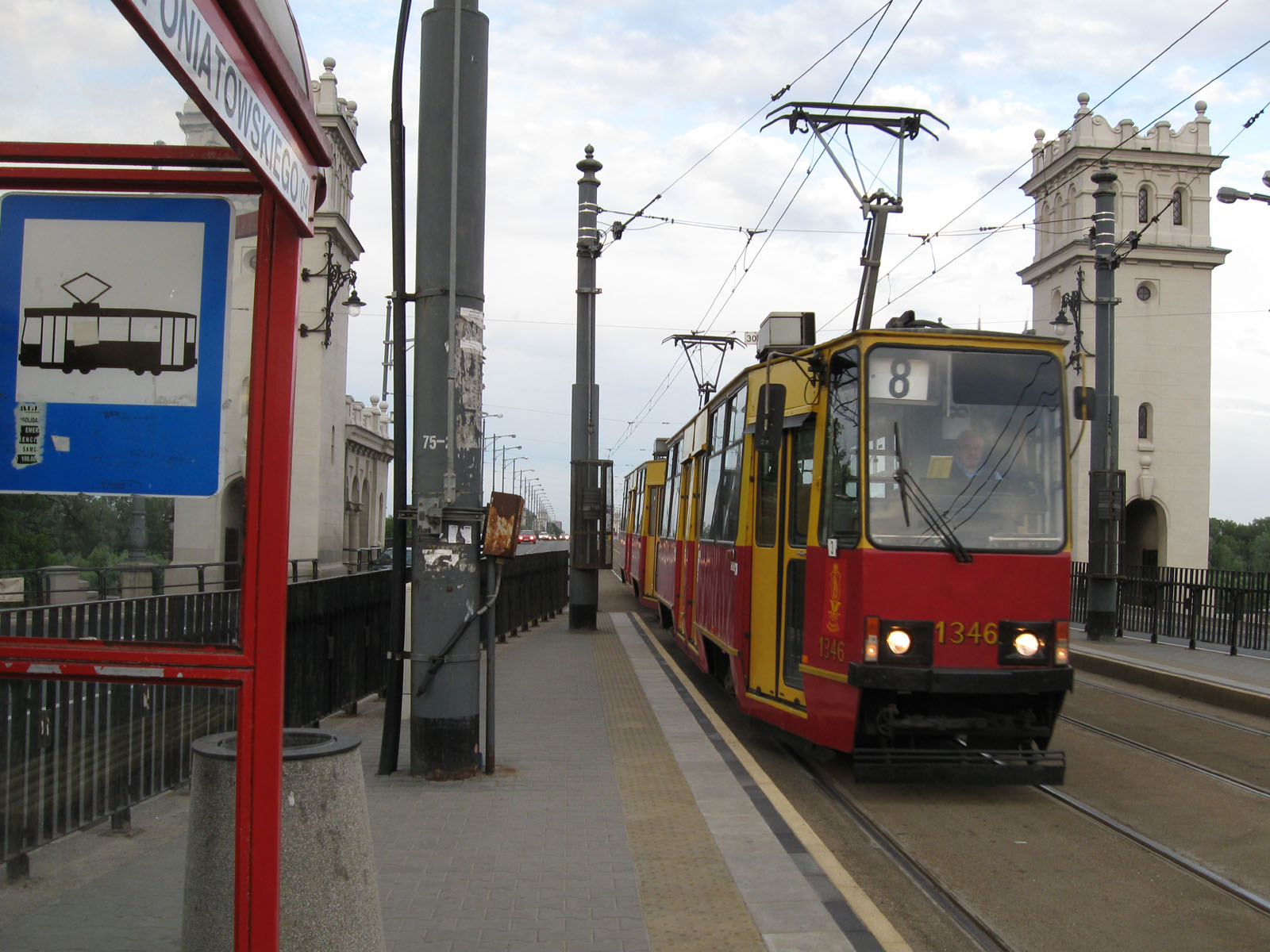
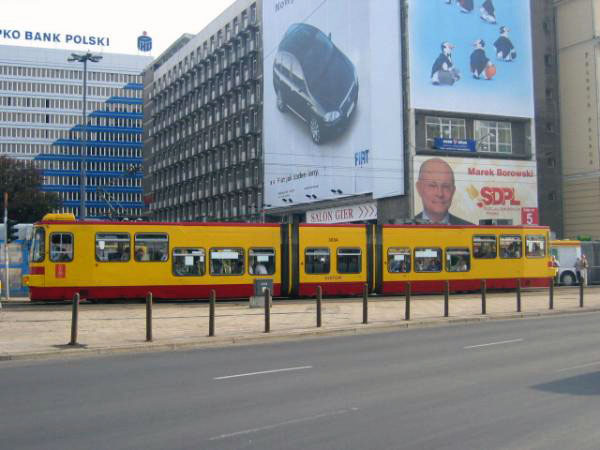
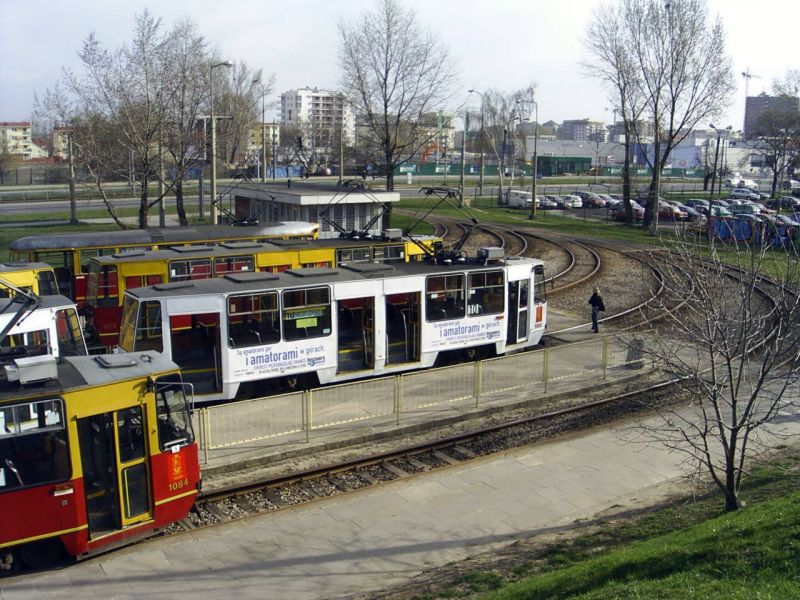
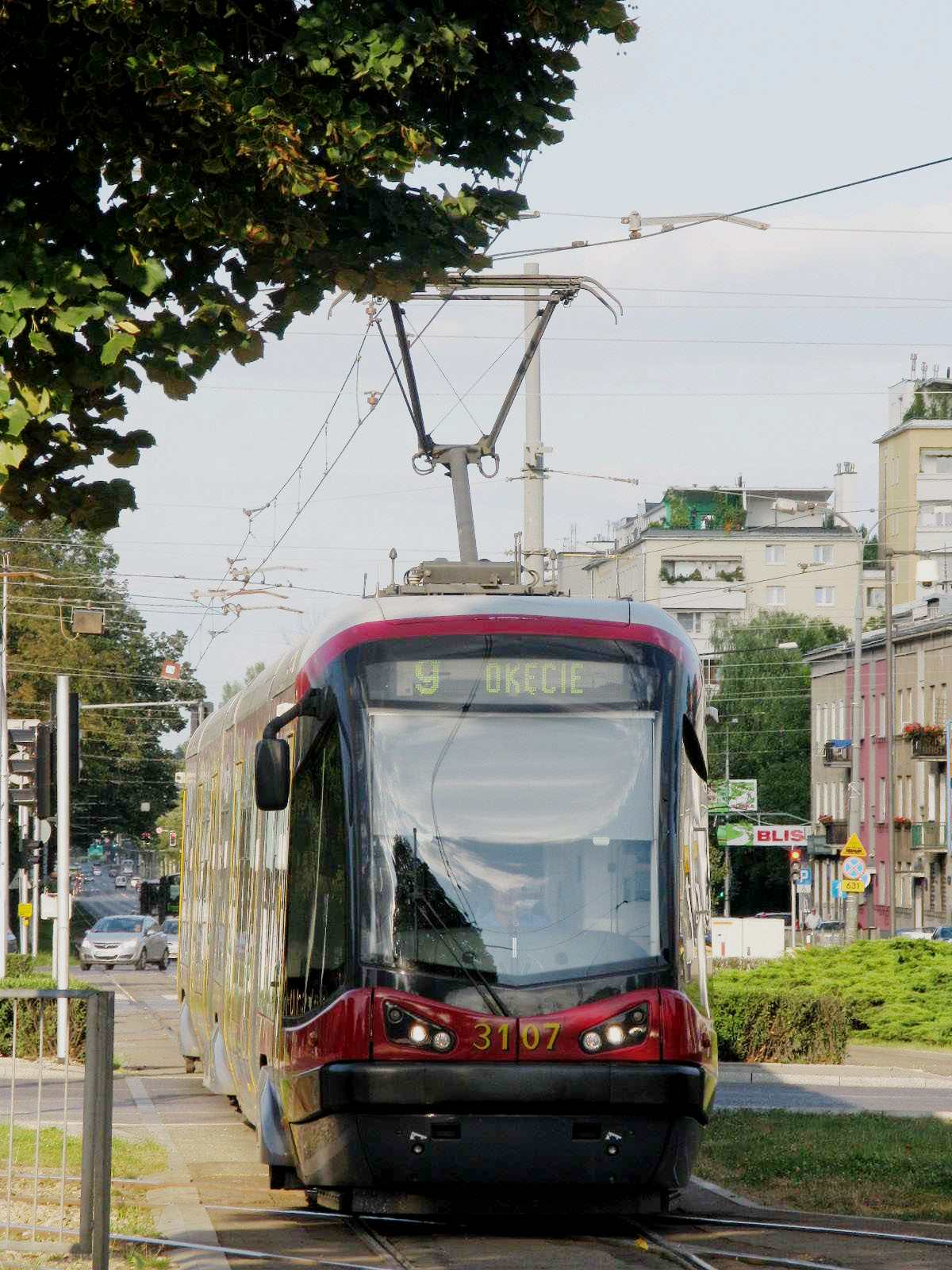
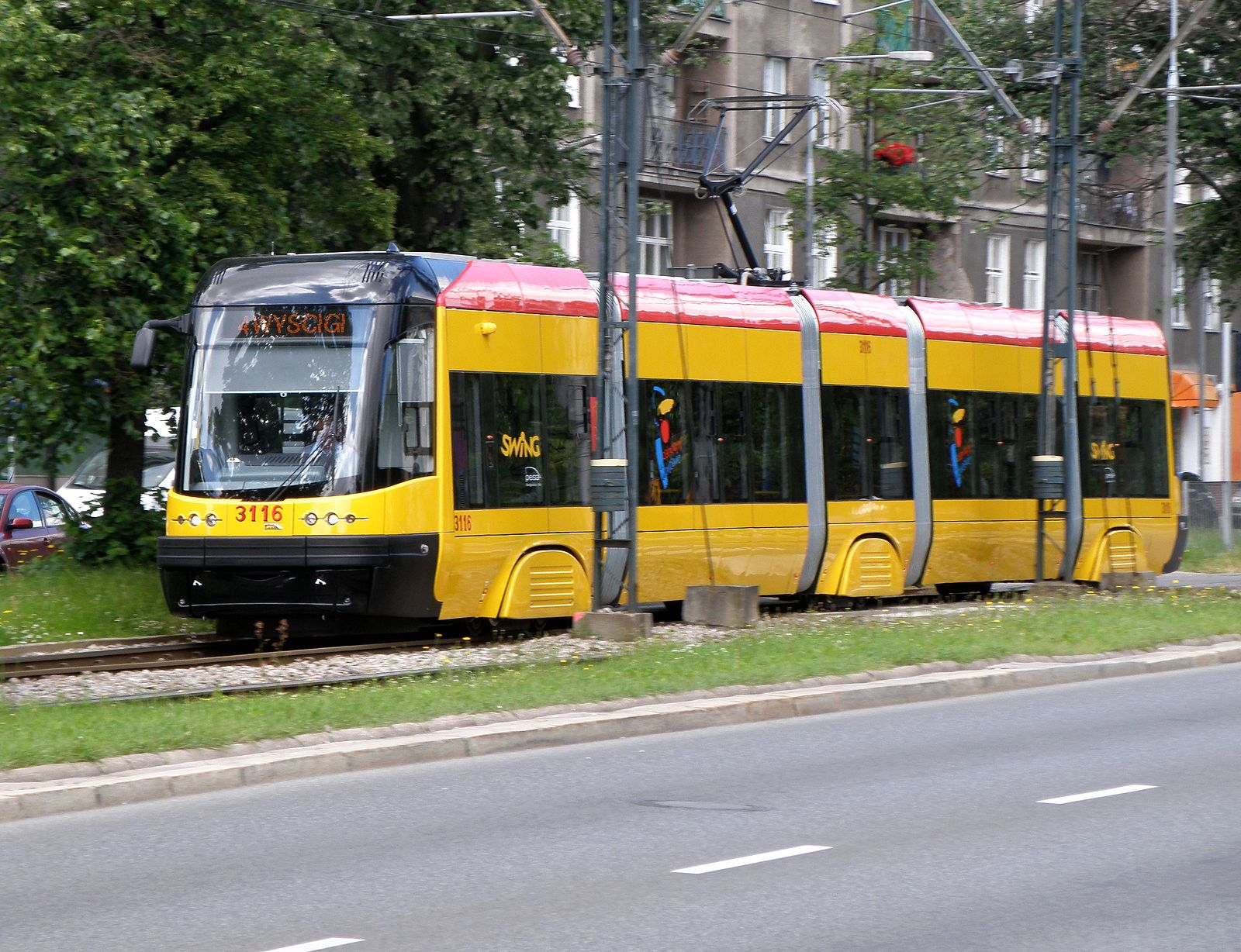
PESA 120Na
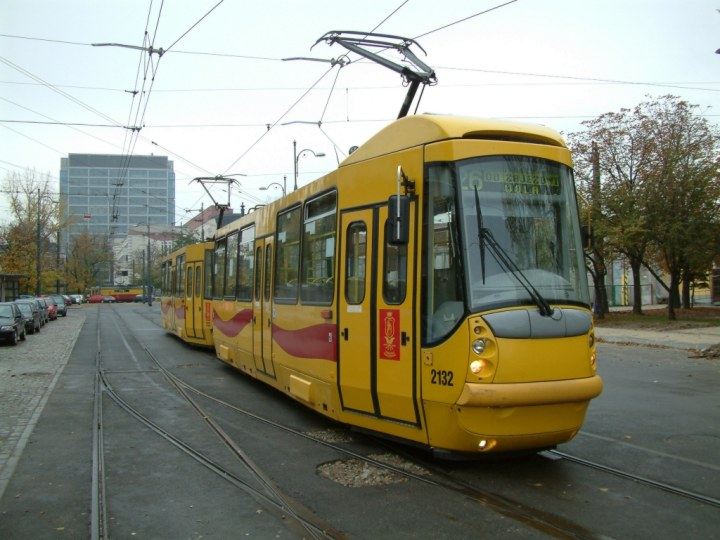
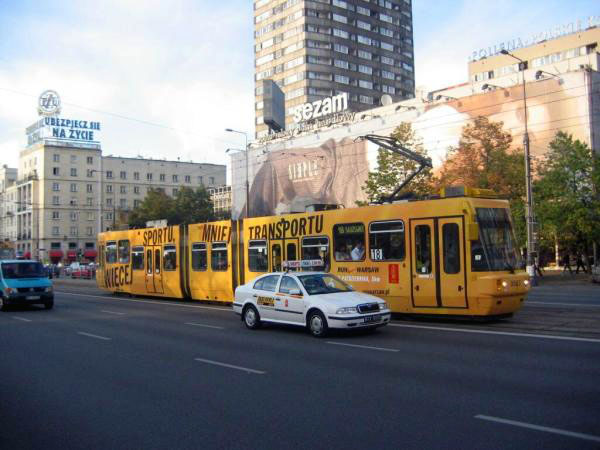